# Poa rodwayi
Poa rodwayi är en gräsart som beskrevs av Joyce Winifred Vickery. Poa rodwayi ingår i släktet gröen, och familjen gräs. Inga underarter finns listade i Catalogue of Life.